# So Much Trouble
Albums de Izia
Izia
(2009) La Vague
(2015)
Singles
1. So Much Trouble

So Much Trouble est le second album du groupe de rock français, Izia, fondé par Izïa Higelin, et Sébastien Hoog.
Le 14 novembre 2011, il succède a Izia, le premier album du groupe aux tendances reflétant beaucoup la musique rock des années 1970. So Much Trouble a pour but de trancher avec ce premier opus en offrant un son plus grunge et toutefois mélodique, grâce en particulier à une meilleure maîtrise de la voix de la chanteuse.

## Historique
En mai 2011, la chanteuse annonce sur la page Facebook du groupe que débute l'enregistrement d'un second opus . Après plusieurs mois, le groupe refait surface en proposant un nouveau titre So Much Trouble, en téléchargement légal gratuit sur son site officiel jusqu'à la mi-octobre, il est accompagné d'un clip reprenant des images du groupe en enregistrement. Après l'arrêt du téléchargement du single, So Much Trouble est remise en ligne sous sa version définitive et remastérisée, mais cette fois-ci sous téléchargement payant sur Spotify et iTunes.

Fin octobre, est publié un mini making-of où figurent des images de la séance photo de l'album, alors annoncé pour le 14 novembre, cette vidéo est accompagnée d'un extrait de la chanson Baby, nouveau titre présent sur le CD, de plus le CD est annoncé en précommande quelques jours plus tard. À partir du 11 novembre jusqu'à sa sortie, tous les titres de l'album sont en écoute libre sur le site internet du Nouvel Observateur.
So Much Trouble est élu « Album rock de l'année » aux Victoires de la musique 2012.
Il s'est vendu à  45 800 exemplaires en France.

## Liste des titres
Toutes les paroles sont écrites par Izïa Higelin, toute la musique est composée par Izïa Higelin & Sébastien Hoog sauf indications.
| No  | Titre                   | Musique                                       | Durée |
| --- | ----------------------- | --------------------------------------------- | ----- |
| 1.  | Baby                    |                                               | 3:47  |
| 2.  | So Much Trouble         | Izïa Higelin                                  | 4:03  |
| 3.  | Your Love is a Gift     |                                               | 4:06  |
| 4.  | I Can Dance             | Izïa Higelin, Sébastien Hoog, Franck M'Boueke | 2:57  |
| 5.  | On the Top of the World |                                               | 3:36  |
| 6.  | Penicilline             |                                               | 6:44  |
| 7.  | Twenty Times a Day      |                                               | 4:19  |
| 8.  | That Night              |                                               | 4:09  |
| 9.  | She                     |                                               | 3:53  |
| 10. | I Hate You              |                                               | 4:32  |